# Totenhofskirche (Schmalkalden)

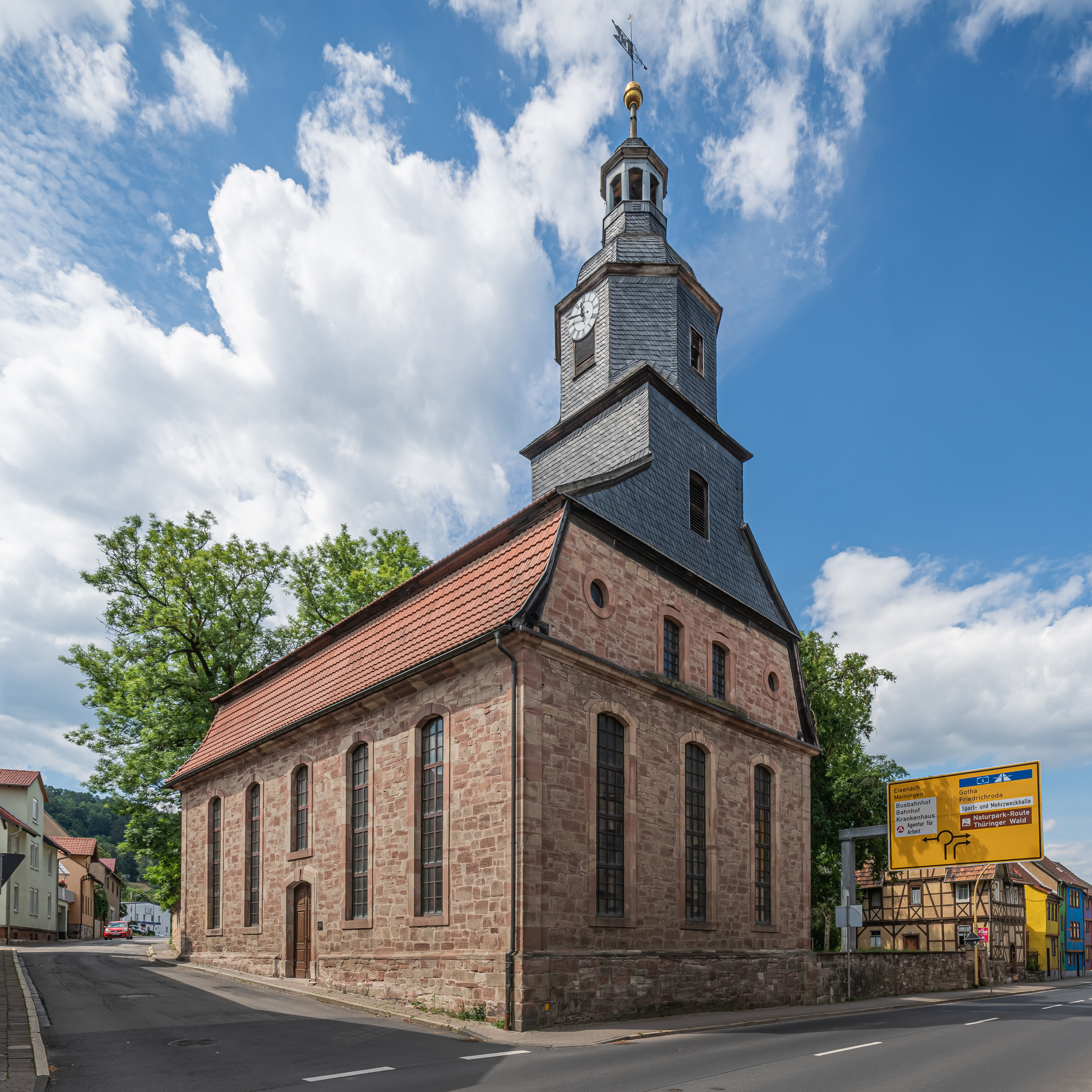
Totenhofskirche

 Die profanierte, denkmalgeschützte Totenhofskirche steht in Schmalkalden, einer Stadt im Landkreis Schmalkalden-Meiningen von Thüringen.

## Beschreibung
1541 wurde mit der Verlegung des städtischen Friedhofs von der Stadtkirche St. Georg auf dem neuen Friedhof eine neue Kapelle anstelle der mittelalterlichen Heilig-Kreuz-Kapelle errichtet. Diese wurde 1760 durch einen schlichten Bau aus Sandsteinquadern ersetzt.
Die giebelständig in der Straßenflucht stehende Saalkirche ist mit einem Mansarddach bedeckt. Der Giebelturm trägt eine geschweifte, schiefergedeckte Haube, die von einer Laterne bekrönt wird.
Der Innenraum hat zweigeschossige, dreiseitige Emporen und ist mit einem hölzernen Tonnengewölbe überspannt. Erhalten geblieben ist die steinerne Kanzel von 1680 und zahlreiche Epitaphe von Verstorbenen aus Schmalkaldens Oberschicht. An den Brüstungen der Kanzel befinden sich Kartuschen mit Sinnsprüchen und ein hessisches Wappen.